# 埃克塞爾西奧 (密蘇里州艾奇遜縣)
埃克塞爾西奧（英語：Excelsior）是位於美國密蘇里州艾奇遜縣的鬼鎮。

## 地理
埃克塞爾西奧所處的海拔為高於海平面273米（即896英呎），而該地所採用的時區為UTC-6，即北美中部時區（CST）。同時該地設有夏令時間，為UTC-6調快一小時，即UTC-5（CDT）。